# Naperville, Illinois
Naperville là một thành phố ở tiểu bang Illinois, Hoa Kỳ. Thành phố này thuộc quận DuPage và Will. Thành phố có diện tích km2, dân số là 128.358 người (thời điểm năm 2000), còn năm 2008 dân số là 145.235 người. Đây là thành phố lớn thứ 5 ở tiểu bang này, sau các thành phố Chicago, Aurora, Rockford, và Joliet. Thành phố được Money Magazine bầu chọn là nơi tốt thứ nhì để sinh sống ở Mỹ vào năm 2006.